# Real de Banjul Football Club
Le Real de Banjul est un club de football Gambien situé à la capital Banjul, est fondé en 1966.

## Histoire
Son titre de champion de la GFA League First Division en 2007 lui permettait théoriquement de disputer la Ligue des champions de la CAF en 2008, ce qui n'a pu se concrétiser faute de moyens financiers.

## Palmarès
- GFA League 1er Division (15)
  - Champion : 1972, 1974, 1975, 1978, 1983, 1994, 1997, 1998, 2000, 2007, 2012, 2014, 2023, 2024, 2025

- Coupe de Gambie  (4)
  - Vainqueur : 1969, 1970, 1997, 2019
  - Finaliste : 1975, 1980, 1993, 2002, 2017

- Supercoupe de Gambie (4)
  - Vainqueur : 2000, 2012, 2014, 2019
  - Finaliste : 2002, 2007

## Anciens joueurs
- Joseph Jabang
- Nesta
- Modou Jobe
- Kenny Mansally
- Ibrahim Bookie
- Simon Ndure
- Amadou Sanyang
- Pa Dembo Tourray
- Ebrima Sillah
- Edrissa Sonko
- Omar Colley
- Dembo Darboe

## Anciens entraîneurs
- Vasile Dobrău
- Franky Van De Velde